# ان‌جی‌سی ۵۱۰۱
ان‌جی‌سی ۵۱۰۱ (انگلیسی: NGC 5101) نام یک کهکشان عدسی در صورت فلکی مار باریک است.